# Turlutte (pêche)
Pour les articles homonymes, voir Turlutte.

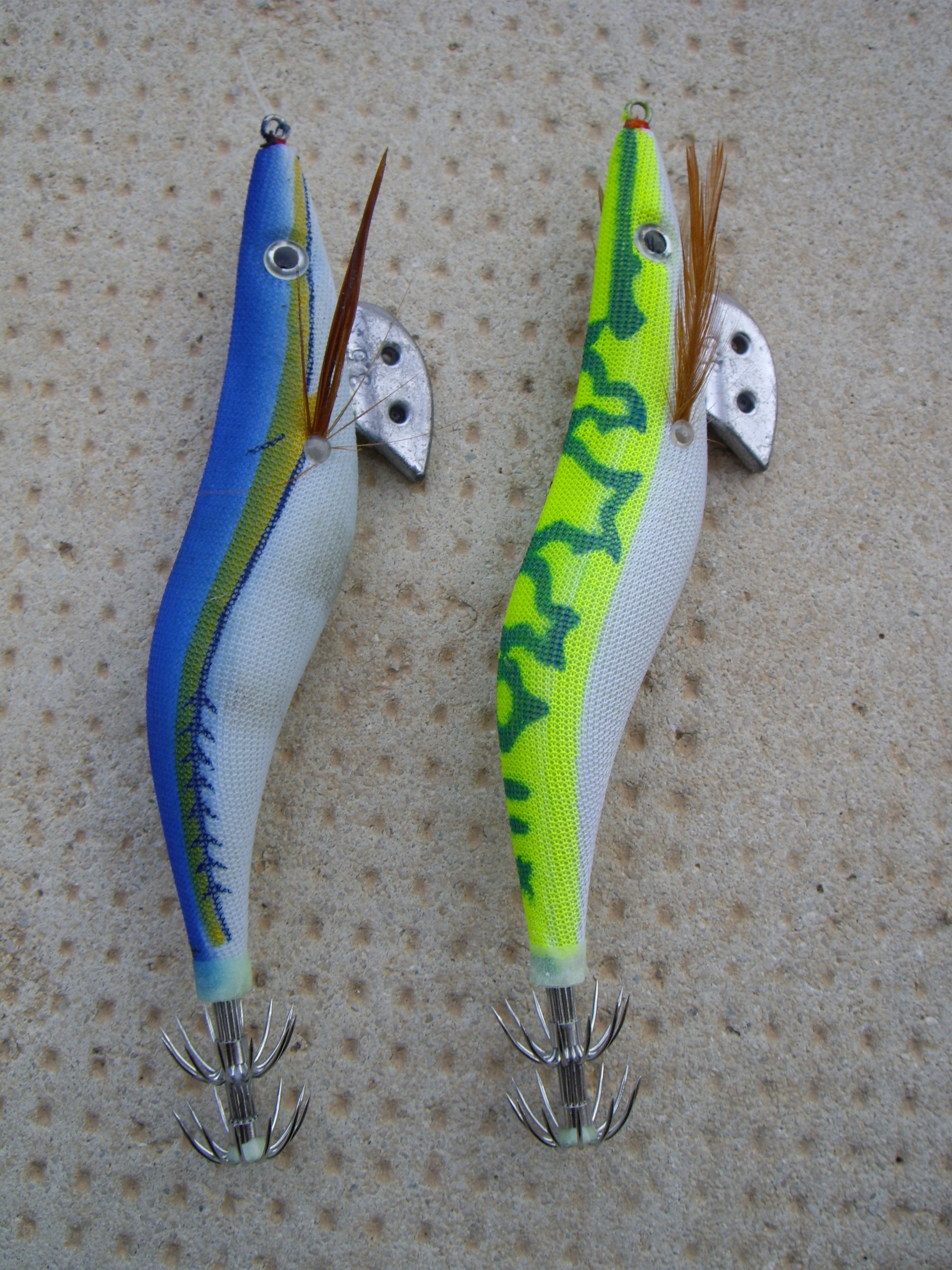
Turluttes en plastique semi-plombées, en forme de crevette avec double couronne.

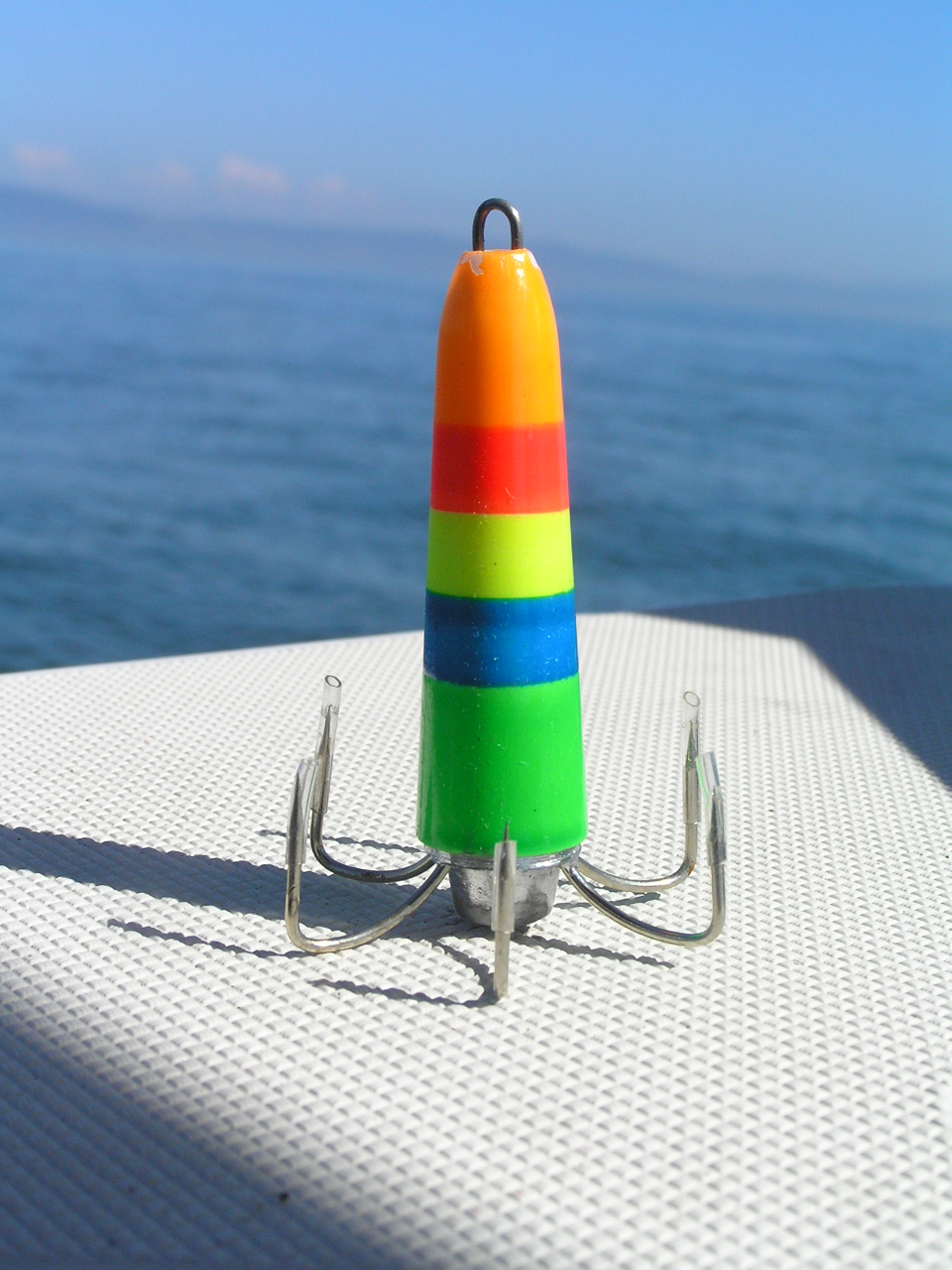
Une turlutte colorée et plombée.

Une turlutte ou une calamarette est un équipement de pêche composé d'un leurre et d'une couronne d'hameçons (panier).
La turlutte est dédiée à la pêche aux céphalopodes, notamment les seiches, calmars et encornets. Dans sa forme la plus rustique, la turlutte est simplement composée d'un plomb (ou non), muni d'une couronne de pointes. Les turluttes peuvent imiter la forme de petits poissons ou de crevettes, être phosphorescentes ou lumineuses.

## Techniques de pêche à la turlutte
La pêche des céphalopodes à la turlutte va de l'exercice simple du passionné qui lance son leurre depuis une jetée ou un ponton, jusqu'à l'activité quasi industrielle des professionnels qui mettent à l'eau sur des kilomètres de véritables chaînes de plusieurs centaines de turluttes. Dans les deux cas la pêche se fait la plupart du temps la nuit : du bord, les amateurs recherchent les postes éclairés (quais, jetées) et, au large, les marins pêcheurs utilisent des lamparos, éclairages très puissants censés rapprocher les céphalopodes du bateau.
La turlutte représente une proie tant pour l'encornet, la seiche ou, dans une moindre mesure, le poulpe. Pour le pêcheur amateur, la technique consiste à lancer son leurre à quelques dizaines de mètres, à lui laisser atteindre le fond et à reprendre très lentement sa ligne en donnant parfois de tout petits à-coups. La touche est franche, le ferrage doit être immédiat et l'épuisette à portée au risque de voir sa prise se décrocher dès sa sortie de l'eau. Le montage peut se faire soit en direct (turlutte fixée en bout de ligne) soit en dérivation, 20 cm au-dessus d'une plombée légère de quelques dizaines de grammes, adaptée aux courants.

## Histoire

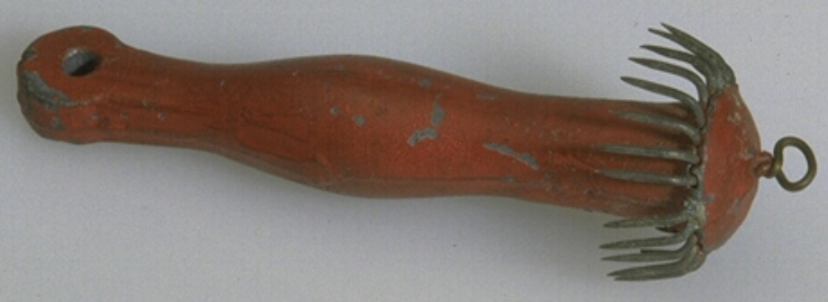
Turlutte, collections du Musée de Bretagne

Du XVIe au XXe siècle, la turlutte était utilisée par les terre-neuvas, lors de la pêche à la morue.